# Liberdade
Liberdade (リベルダージ, Riberudāji, libeɾˈdadʒi, Liberté en portugais) est un district de São Paulo situé au centre-ville dans la sous-préfecture de la Sé. C'est l'une des principales attractions de la ville avec sa tradition japonaise.

## Histoire
L'émigration de masse japonaise vers le Brésil débute en 1908, les Japonais partant travailler dans des plantations de café à l'intérieur des terres, dans l'État de São Paulo. Dans les années 1910, de nombreux ouvriers agricoles quittent leur exploitation pour la ville de São Paulo. Beaucoup s'établissent le long de la rue Conde de Salzedas.
Dans les années 1930, le mouvement migratoire s'intensifie et la Liberdade devient de plus en plus prospère. Après la Seconde Guerre mondiale, le quartier japonais se développe autour de la rue Galvão Bueno, avec l'ouverture en juillet 1953 du Ciné Niterói, premier cinéma japonais du Brésil.

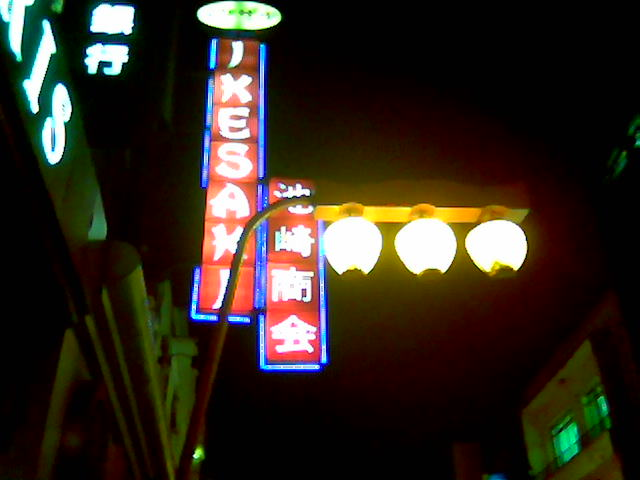
L'une des boutiques de la Liberdade
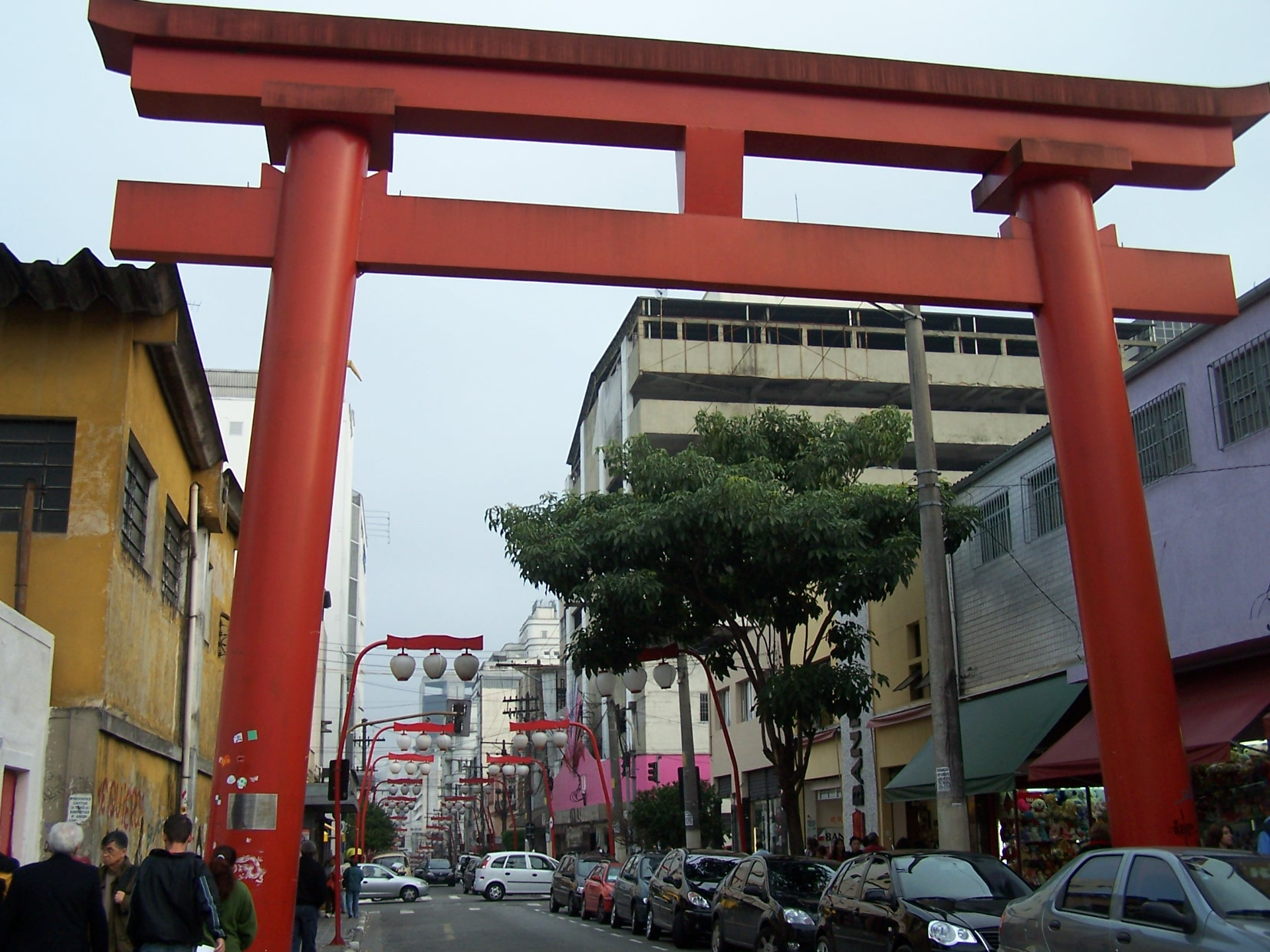
Torii, São Paulo

Pendant les années 1960 et 1970, le district est fortement touché par le réaménagement du centre de la ville et la construction du métro de São Paulo. En novembre 1974, le quartier japonais prend le nom de Bairro oriental. Il se dote d'un torii à son entrée, ainsi que de lanternes traditionnelles et d'un jardin japonais. De nombreuses manifestations et célébrations traditionnelles japonaises adaptées à la culture locale sont depuis organisées.
À partir des années 1960 et 1970, des immigrés taiwanais et coréens s'installent dans le district, puis dans les années 1990 des immigrés chinois, alors que des descendants d'immigrés japonais (Nissei) repartent au Japon.
Depuis les années 2000, le quartier provoque un intérêt croissant des fans brésiliens de culture populaire japonaise.

## Caractéristiques
Liberdade se trouve quasiment en plein centre de São Paulo, au sud des districts Sé et República, dans la sous-préfecture de la Sé.
Le district couvre une superficie de 3,7 km2 et regroupe 69 092 habitants en 2010.
Le quartier japonais est délimité par l'avenue de la Liberdade à l'ouest, la rue São Joaquim au sud, et la rue Conselheiro Furtado à l'est où se trouve la communauté chinoise. Il abrite la plus grande communauté japonaise au monde, hors du Japon.